# میوود (کالیفرنیا)
میوود (به انگلیسی: Maywood) شهری در شهرستان لس‌آنجلس، کالیفرنیا ایالت کالیفرنیا است که در سرشماری سال ۲۰۱۰ میلادی، ۲۷۳۹۵ نفر جمعیت داشته است.

## نگارخانه

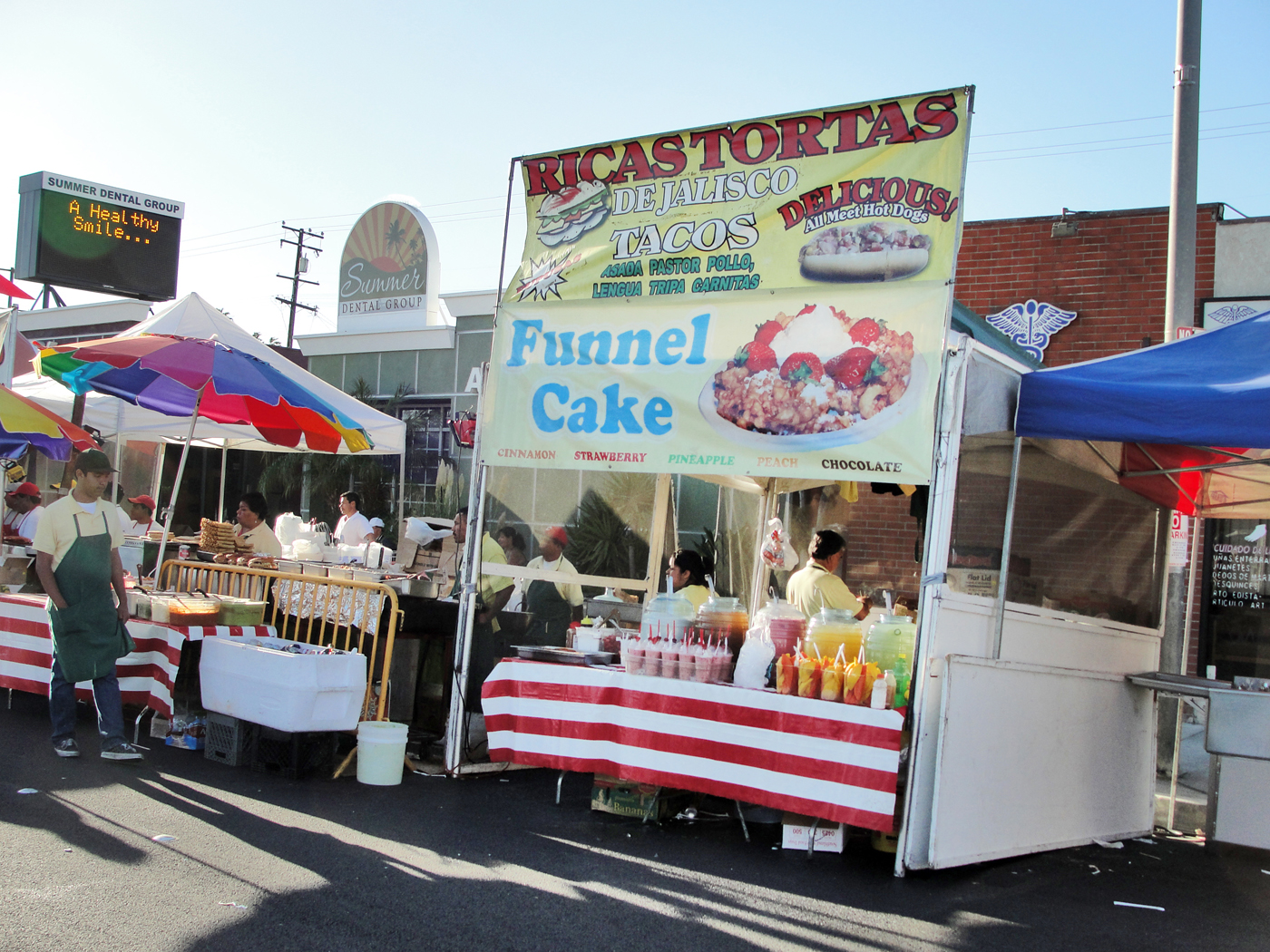
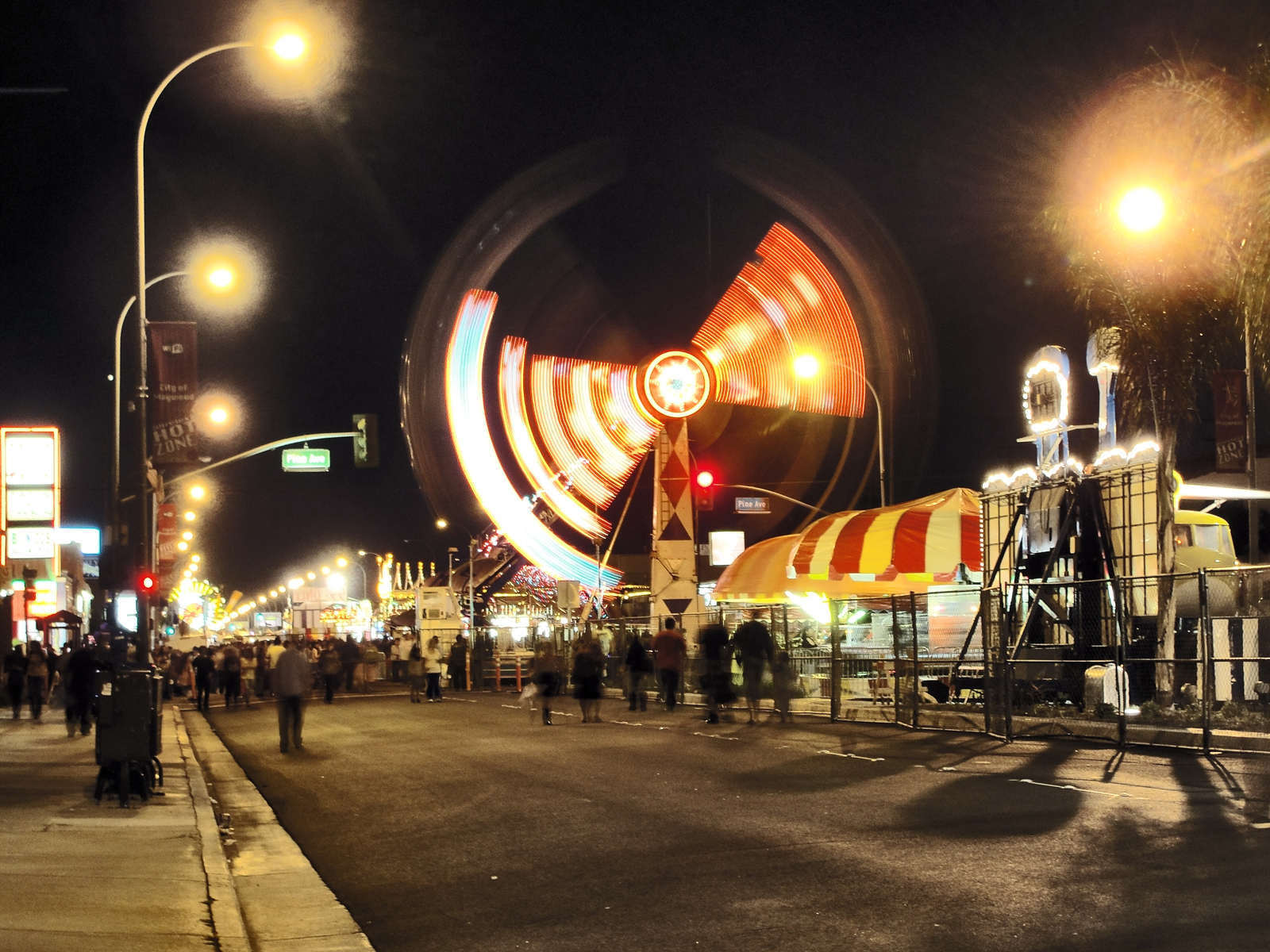
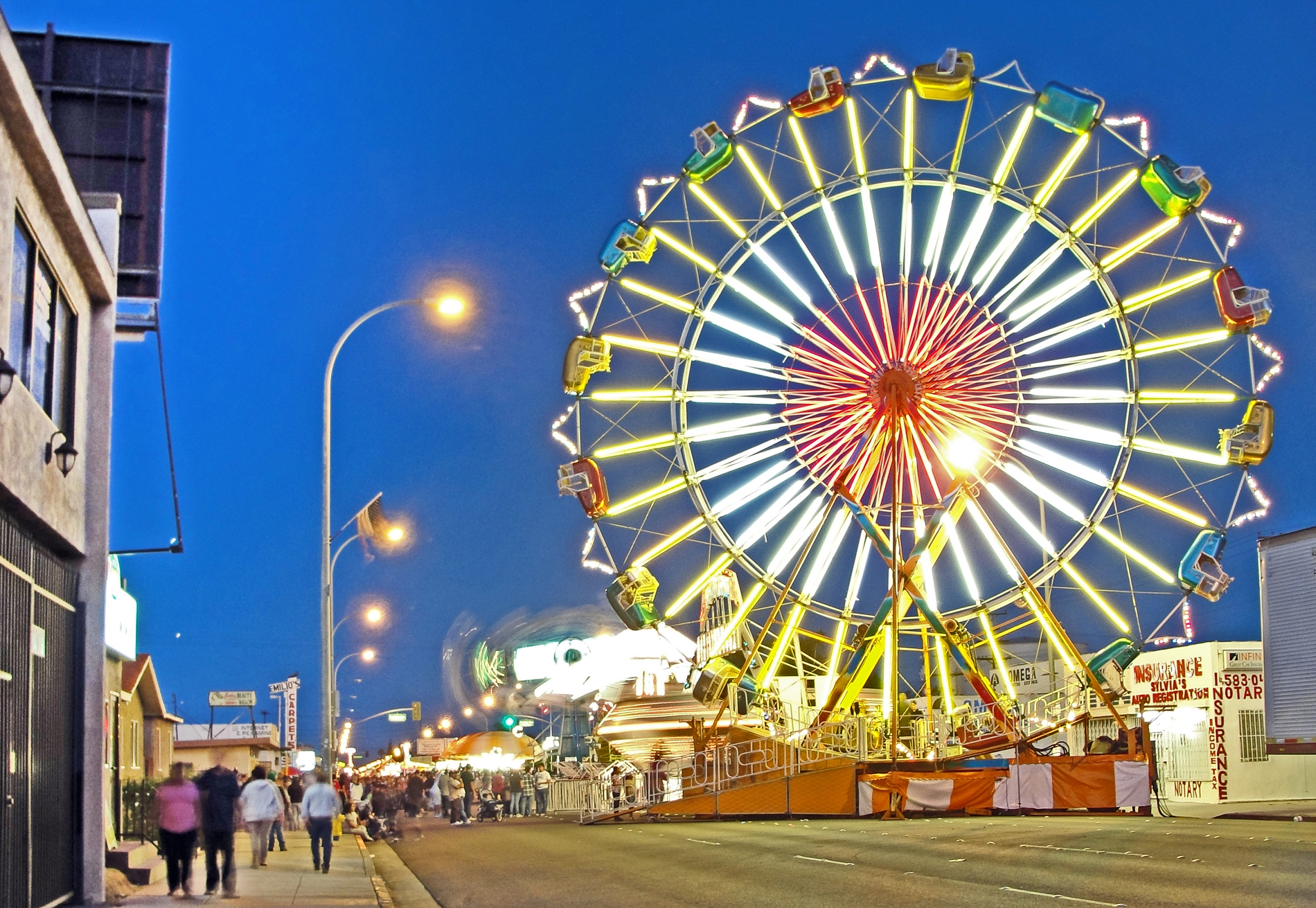
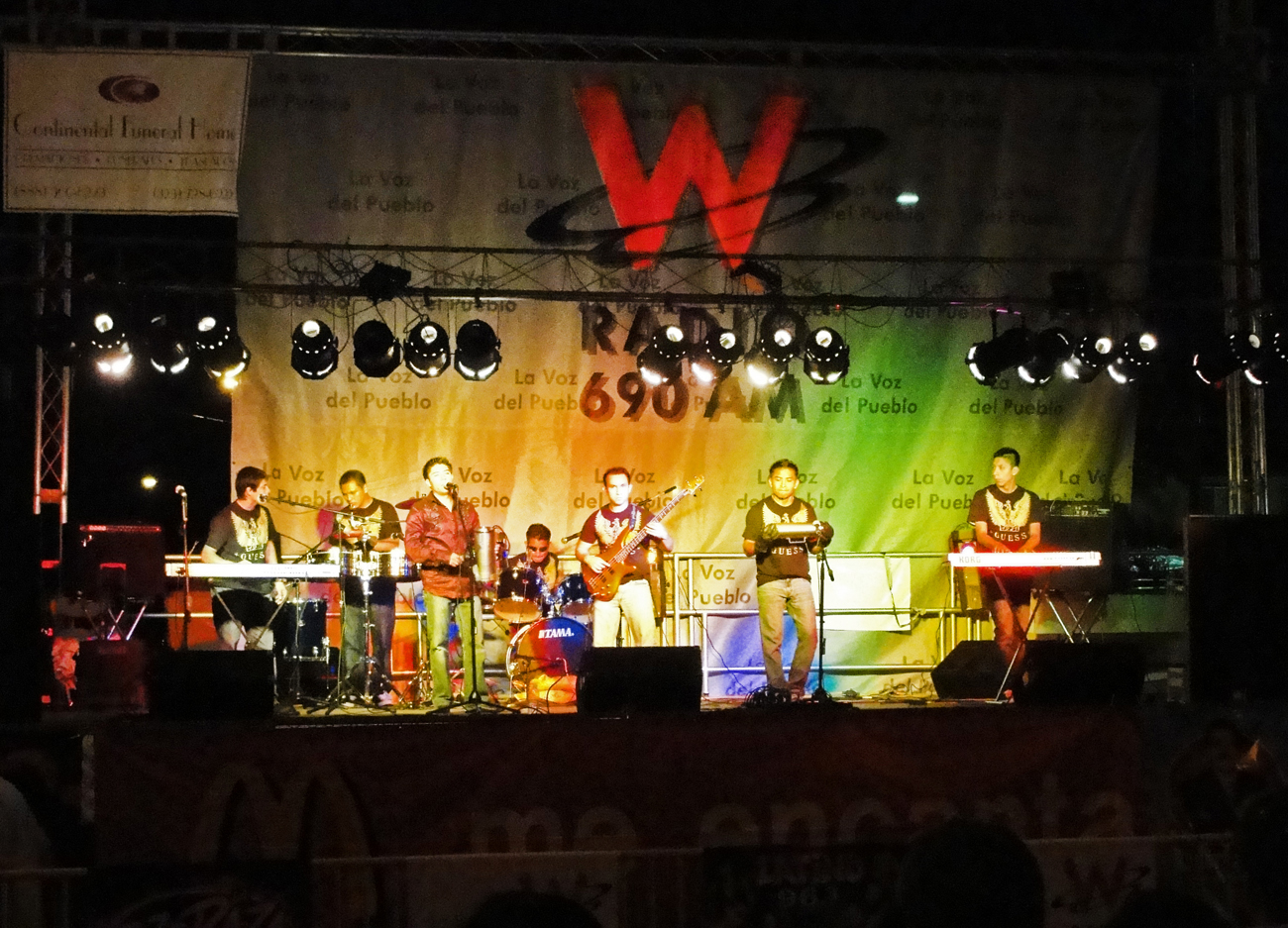
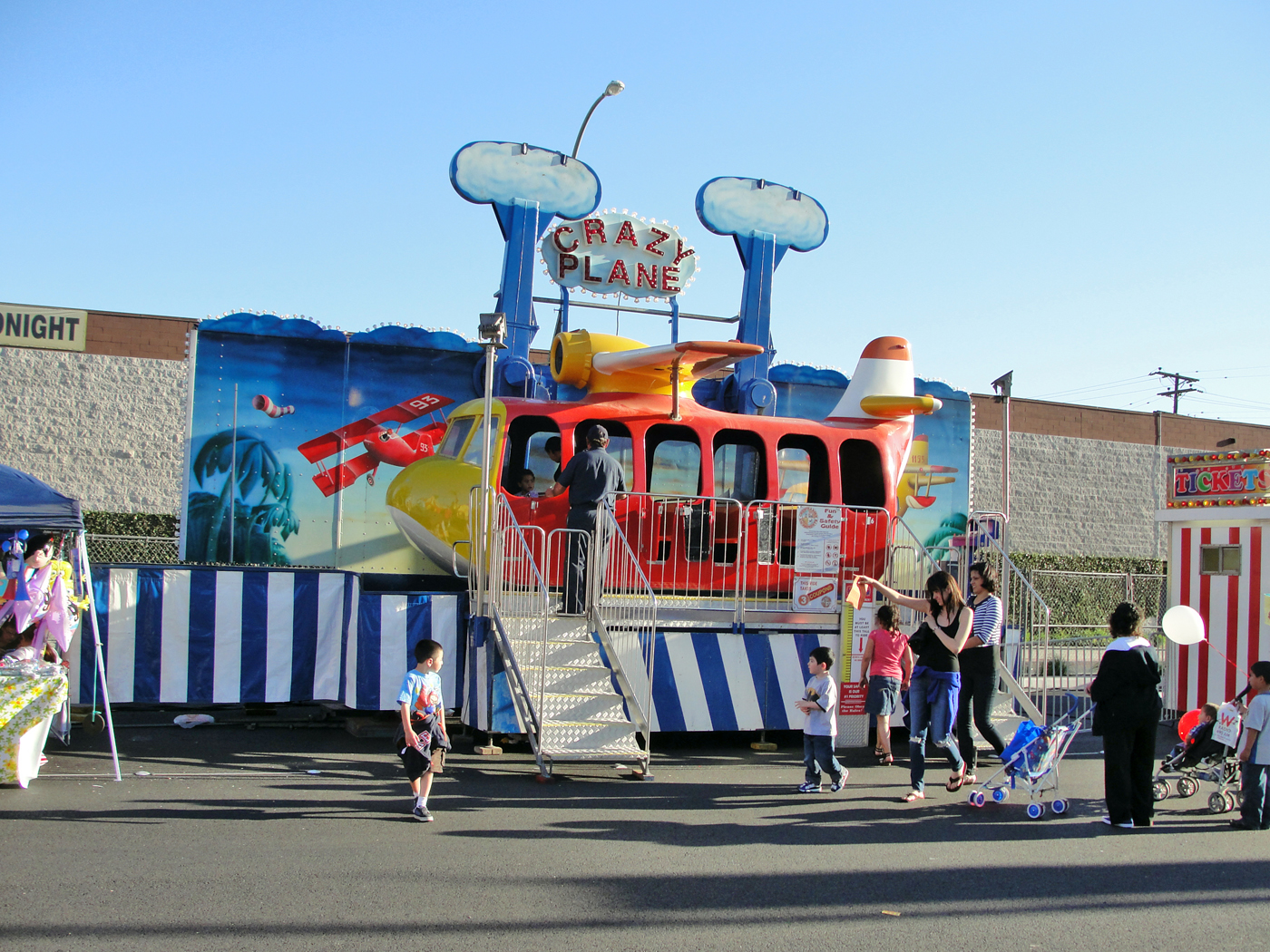